# Гранада (Никарагуа)
Вижте пояснителната страница за други значения на Гранада.
Гранада (на испански: Granada) е град в централноамериканската държава Никарагуа. Административен център е на департамент Гранада.
Има население от 123 697 жители (прибл. оц. 2012 г.), на четвърто място по население в страната. Основан е през 1524 г., което го прави най-стария град, основан от европейци в Централна Америка.